# Sykesville (Maryland)
Pour les articles homonymes, voir Sykesville.
Sykesville est une ville du comté de Carroll, au Maryland (États-Unis). Sa population est estimée à 4 436 habitants par le recensement des États-Unis de 2010.
D'après le Bureau du recensement des États-Unis, la ville couvre une superficie de 1,58 mi2 (4,09 km2).